# Cour générale du Massachusetts

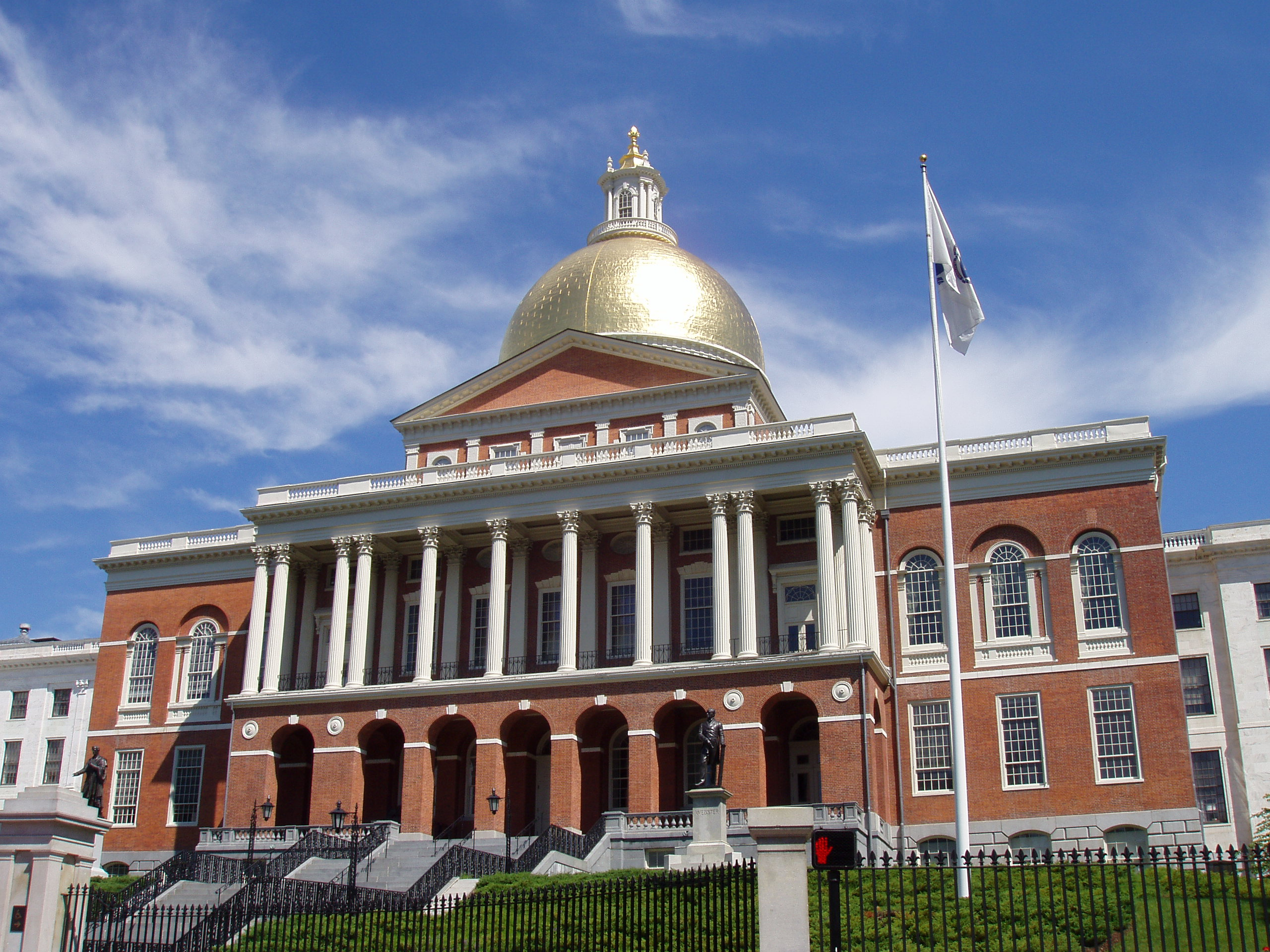
La Massachusetts State House de Boston.

La Cour générale du Massachusetts (en anglais General Court of Massachusetts) est la législature du Commonwealth du Massachusetts. Elle fonctionne sur le principe du bicaméralisme et est ainsi constituée par :
- le Sénat du Massachusetts, la chambre haute, composé de 40 membres ;
- la Chambre des représentants du Massachusetts, la chambre basse, qui compte 160 membres.

Les chambres se réunissent dans la Massachusetts State House à Boston.

## Historique
La General Court fut établie, en 1630, lorsque la Colonie de la baie du Massachusetts obtint une nouvelle charte. Le nom de « General Court » est une relique de cette époque coloniale, cet organe siégeait alors également en tant que cour d'appel.  Avant l'adoption de la Constitution de l'État en 1780, elle se nommait la « Great and General Court », mais son nom fut abrégé par John Adams, auteur de cette Constitution, vraisemblablement au nom de la simplicité républicaine. 